# Gravitomagnetismus
Als gravitomagnetisches Feld oder Gravitomagnetismus (auch Gravitoelektromagnetismus, abgekürzt GEM) werden diejenigen Anteile des Gravitationsfeldes (d. h. der Krümmung der Raumzeit) bezeichnet, die nicht durch Massen- oder Energiedichten, sondern durch Massen- oder Energieströme hervorgerufen werden. Eingeführt wurde die Idee der Analogie von Gravitation und Elektromagnetismus von James Clerk Maxwell selbst, womit es neben dem Gravitations- auch ein gravitomagnetisches Feld geben sollte. Das Gravitationsfeld müsste dann aber eine negative Energiedichte haben, was nach seiner Vorstellung vom Äther nicht möglich sein kann: 'As I am unable to understand in what way a medium can possess such properties I cannot go any further in this direction in searching for the cause of gravitation'.
Die Idee wurde 1893 wieder von Oliver Heaviside aufgenommen, der allerdings wegen eines Vorzeichenfehlers zu unrealistischen Ergebnissen kam.
Im Rahmen der Allgemeinen Relativitätstheorie (ART) konnte dann eine formale Ähnlichkeit der linearisierten Gleichungen mit den Maxwell-Gleichungen des Elektromagnetismus hergestellt werden, d. h., es besteht eine formale Analogie zwischen bewegten Massen und bewegten Ladungen – diese Ähnlichkeit existiert jedoch ausschließlich in der Näherung schwacher Felder (weak field approximation) und nichtrelativistischer Geschwindigkeiten. Mit dem Magnetismus im Sinne der klassischen Elektrodynamik hat der Gravitomagnetismus nichts zu tun.
Durch den Gravitomagnetismus wird unter anderem der Lense-Thirring-Effekt verursacht, der bewirkt, dass eine rotierende Masse die Raumzeit um sich herum mitzieht und sie dabei verdrillt. Josef Lense und Hans Thirring leiteten diesen schwer nachweisbaren (weil sehr kleinen) Effekt aus der Allgemeinen Relativitätstheorie ab. Durch das satellitengestützte Experiment Gravity Probe B versuchte man den Effekt experimentell nachzuweisen. Die Daten, die 2004/2005 aufgenommen wurden, lieferten nach einer langwierigen Auswertung, die sich bis 2011 hinzog, die erwartete Bestätigung der Allgemeinen Relativitätstheorie.

## Feldgleichungen
In Analogie zum Elektromagnetismus wird neben dem klassischen Gravitationsfeld g die Existenz eines gravitomagnetischen Feldes K postuliert. Beide Felder werden durch Maxwellsche Gleichungen beschrieben. Somit lauten die Grundgleichungen des Gravitomagnetismus (genauer des Gravitoelektromagnetismus (GEM)) im Vergleich zu den Maxwellschen Gleichungen:
| Gravitomagnetische Feldgleichungen | Maxwellsche Gleichungen |
| --- | --- |
| {\displaystyle \nabla \cdot \mathbf {K} =0}                                                                                                   | {\displaystyle \nabla \cdot \mathbf {B} =0\ } |
| {\displaystyle \nabla \times \mathbf {g} =-{\frac {\partial \mathbf {K} }{\partial t}}}                                                       | {\displaystyle \nabla \times \mathbf {E} =-{\frac {\partial \mathbf {B} }{\partial t}}\ }                                                                          |
| {\displaystyle \nabla \cdot \mathbf {g} =-4\pi G\rho }                                                                                        | {\displaystyle \nabla \cdot \mathbf {E} ={\frac {\rho _{\text{q}}}{\varepsilon _{0}}}}                                                                             |
| {\displaystyle \nabla \times \mathbf {K} =-{\frac {4\pi G}{c^{2}}}\mathbf {J} +{\frac {1}{c^{2}}}{\frac {\partial \mathbf {g} }{\partial t}}} | {\displaystyle \nabla \times \mathbf {B} ={\frac {1}{\varepsilon _{0}c^{2}}}\mathbf {J} _{\text{q}}+{\frac {1}{c^{2}}}{\frac {\partial \mathbf {E} }{\partial t}}} |

worin:
g das klassische Gravitationsfeld (SI-Einheit m⋅s−2) ist
E das elektrische Feld ist
K das gravitomagnetische Feld (SI-Einheit s−1) ist
B das magnetische Feld ist
ρ die Massendichte (SI unit kg⋅m−3) ist
J der Massenfluss (J = ρ v, wobei v die Fließgeschwindigkeit ist, SI-Einheit kg⋅m−2⋅s−1)
ρq die Ladungsdichte ist
Jq die Stromdichte der Ladungen
G die Gravitationskonstante
ε0 die elektrische Feldkonstante
c die Lichtgeschwindigkeit ist.
Gravitation wird also wie der Elektromagnetismus durch vier Gleichungen beschrieben, das Gaußsche Gesetz des gravitomagnetischen Feldes, das Induktionsgesetz, das Gaußsche Gesetz des Gravitationsfeldes und das Durchflutungsgesetz.

### Lorentzkraft
Für ein Testteilchen mit „kleiner“ Masse m ist in einem ruhenden System die (Lorentz-)Kraft durch ein GEM-Feld auf dieses analog der Lorentzkraft gegeben:
| Gravitomagnetische Gleichung                                                                         | Elektromagnetische Gleichung                                                                           |
| --- | --- |
| {\displaystyle \mathbf {F_{\text{g}}} =m\left(\mathbf {g} \ +\mathbf {v} \times \mathbf {K} \right)} | {\displaystyle \mathbf {F_{\text{e}}} =q\left(\mathbf {E} \ +\ \mathbf {v} \times \mathbf {B} \right)} |

mit:
v ist die Geschwindigkeit des Testteilchens
m ist die Masse des Testteilchens
q ist die elektrische Ladung des Testteilchens.

### Poyntingvektor
Der GEM-Poyntingvektor analog dem elektromagnetischen Poyntingvektor ist gegeben durch:
| Gravitomagnetische Gleichung                                                                      | Elektromagnetische Gleichung                                                        |
| ------------------------------------------------------------------------------------------------- | ----------------------------------------------------------------------------------- |
| {\displaystyle {\mathcal {S}}_{\text{g}}=-{\frac {c^{2}}{4\pi G}}\mathbf {g} \times \mathbf {K} } | {\displaystyle {\mathcal {S}}=c^{2}\varepsilon _{0}\mathbf {E} \times \mathbf {B} } |

## Potentiale
Die ersten beiden Zeilen in der Tabelle zu den Feldgleichungen werden durch das Gravitationspotential {\displaystyle \phi } mit
{\displaystyle \mathbf {g} :=-\operatorname {grad} \phi -{\frac {\partial \mathbf {A} }{\partial t}}=-\nabla ~\phi -{\frac {\partial \mathbf {A} }{\partial t}}}
und das gravitomagnetische Vektorpotential {\displaystyle A}
{\displaystyle \mathbf {K} :=\operatorname {rot} \mathbf {A} =\nabla \times \mathbf {A} }
gelöst. Da die Divergenz einer Rotation immer Null ist, folgt die Divergenzfreiheit (und damit auch Quellenfreiheit) des gravitomagnetischen Vektorpotentials. Ferner ist die Rotation des Gradienten Null, womit das Induktionsgesetz des Gravitomagnetismus (zweite Zeile) folgt.
Setzt man die Potentiale zudem in das Gaußsche Gesetz des Gravitationsfeldes und in das Durchflutungsgesetz ein, dann erhält man wie in der Elektrodynamik unter Beachtung der Lorenz-Eichung die inhomogenen Wellengleichungen:
{\displaystyle -{\frac {1}{c^{2}}}{\frac {\partial ^{2}\phi }{\partial t^{2}}}+\operatorname {div} \left(\operatorname {grad} \phi \right)=4\pi G\rho }
{\displaystyle -{\frac {1}{c^{2}}}{\frac {\partial ^{2}\mathbf {A} }{\partial t^{2}}}+\operatorname {div} \left(\operatorname {grad} \mathbf {A} \right)={\frac {4\pi G}{c^{2}}}\rho \mathbf {v} }
Im stationären Fall ({\displaystyle \partial \phi /\partial t=0}) ergibt sich die Potentialgleichung der Newtonschen Gravitationstheorie. Im nicht stationären Fall erhält man im Vakuum ({\displaystyle \rho =0}) eine Wellengleichung, somit sagt die Maxwellsche Theorie des Gravitomagnetismus die Existenz von Gravitationswellen voraus. Zudem enthalten die inhomogenen Wellengleichungen eine Retardierung, also eine zeitliche Verzögerung der Gravitationsinformation, wenn sich die Quellen der Gravitation ändern. Die Theorie des Gravitoelektromagnetismus stellt somit eine Verallgemeinerung der Newtonschen Gravitationstheorie dar.

## Gravitomagnetisches Feld rotierender Himmelskörper
Man betrachte einen mit der Winkelgeschwindigkeit {\displaystyle {\vec {\omega }}} rotierenden Himmelskörper mit einer homogenen Massenverteilung {\displaystyle \rho =const}. Die Geschwindigkeiten der einzelnen Punkte im Himmelskörper können dann mit dem auf den Mittelpunkt bezogenen Ortsvektor {\displaystyle {\vec {r}}} als {\displaystyle {\vec {v}}={\vec {\omega }}\times {\vec {r}}} geschrieben werden. Da sich diese Geschwindigkeiten nicht ändern, wird ein stationäres gravitomagnetisches Vektorpotential {\displaystyle {\vec {A}}:=\mathbf {A} } erzeugt, welches durch die Poisson-Gleichung
{\displaystyle \operatorname {div} \left(\operatorname {grad} {\vec {A}}\right)={\frac {4\pi G}{c^{2}}}\rho \left({\vec {\omega }}\times {\vec {r}}\right)}
beschrieben wird. Die analytische Lösung dieser Differentialgleichung kann genauso wie die analytische Lösung des magnetischen Vektorpotentials einer homogenen, geladenen Vollkugel gewonnen werden. Man erhält im Außenraum die Lösung
{\displaystyle {\vec {A}}=-{\frac {G}{c^{2}}}{\frac {{\vec {\mu }}\times {\vec {r}}}{r^{3}}}}
wobei {\displaystyle {\vec {\mu }}} das gravitomagnetische Moment des Himmelskörpers ist, welches sich aus seiner Gesamtmasse {\displaystyle M} und seinem Radius {\displaystyle R} als
{\displaystyle {\vec {\mu }}={\frac {1}{5}}MR^{2}{\vec {\omega }}={\frac {1}{2}}\Theta {\vec {\omega }}={\frac {1}{2}}{\vec {L}}}
berechnen lässt. Darin ist {\displaystyle \Theta } das Trägheitsmoment der homogenen Vollkugel und {\displaystyle {\vec {L}}} der Drehimpuls.
Das gravitomagnetische Feld {\displaystyle {\vec {K}}} ist dann:
{\displaystyle {\vec {K}}:=\operatorname {rot} {\vec {A}}=\nabla \times {\vec {A}}={\frac {G}{2c^{2}}}{\frac {{\vec {L}}-3\left({\vec {L}}{\vec {r}}/r\right){\vec {r}}/r}{r^{3}}}}
Die Feldstärke nimmt mit der dritten Potenz des Abstands vom Himmelskörper ab. Die Wirkung des Gravitomagnetismus ist daher am ehesten in direkter Nähe zum Himmelskörper zu erwarten. Die Feldlinien des gravitomagnetischen Felds eines rotierenden Himmelskörpers sehen zudem genauso aus, wie die Feldlinien des magnetischen Feldes einer rotierenden geladenen Kugel.

Feldlinien des gravitomagnetischen Felds (hier mit bezeichnet) einer mit der Winkelgeschwindigkeit (hier mit bezeichnet) rotierenden Vollkugel.